# 新城街道 (通辽市)
新城街道，是中华人民共和国内蒙古自治区通辽市科尔沁区下辖的一个乡镇级行政单位。

## 行政区划
新城街道下辖以下地区：
美瑞龙源社区、泰丰社区、天域蓝湾社区、希望新城社区、金都新城社区、景苑小区社区、水域蓝湾社区、巴音孟克社区、河畔花园社区、京汉新城社区、北岸华庭社区、辽河社区和金源郦都社区。